# إرنست قود
إرنست قود هو متزحلق جبال الألب سويسري، ولد في 14 يناير 1950 في Balm bei Günsberg ‏ في سويسرا.

## وصلات خارجية
- إرنست قود على موقع الاتحاد الدولي للتزلج (التزلج على المنحدرات الثلجية) (الإنجليزية)
- إرنست قود على موقع أوليمبيديا (الإنجليزية)